# Kia Joice
Kia Joice – samochód osobowy typu minivan klasy średniej produkowany pod południowokoreańską marką Kia w latach 1999 – 2002.

## Historia i opis modelu

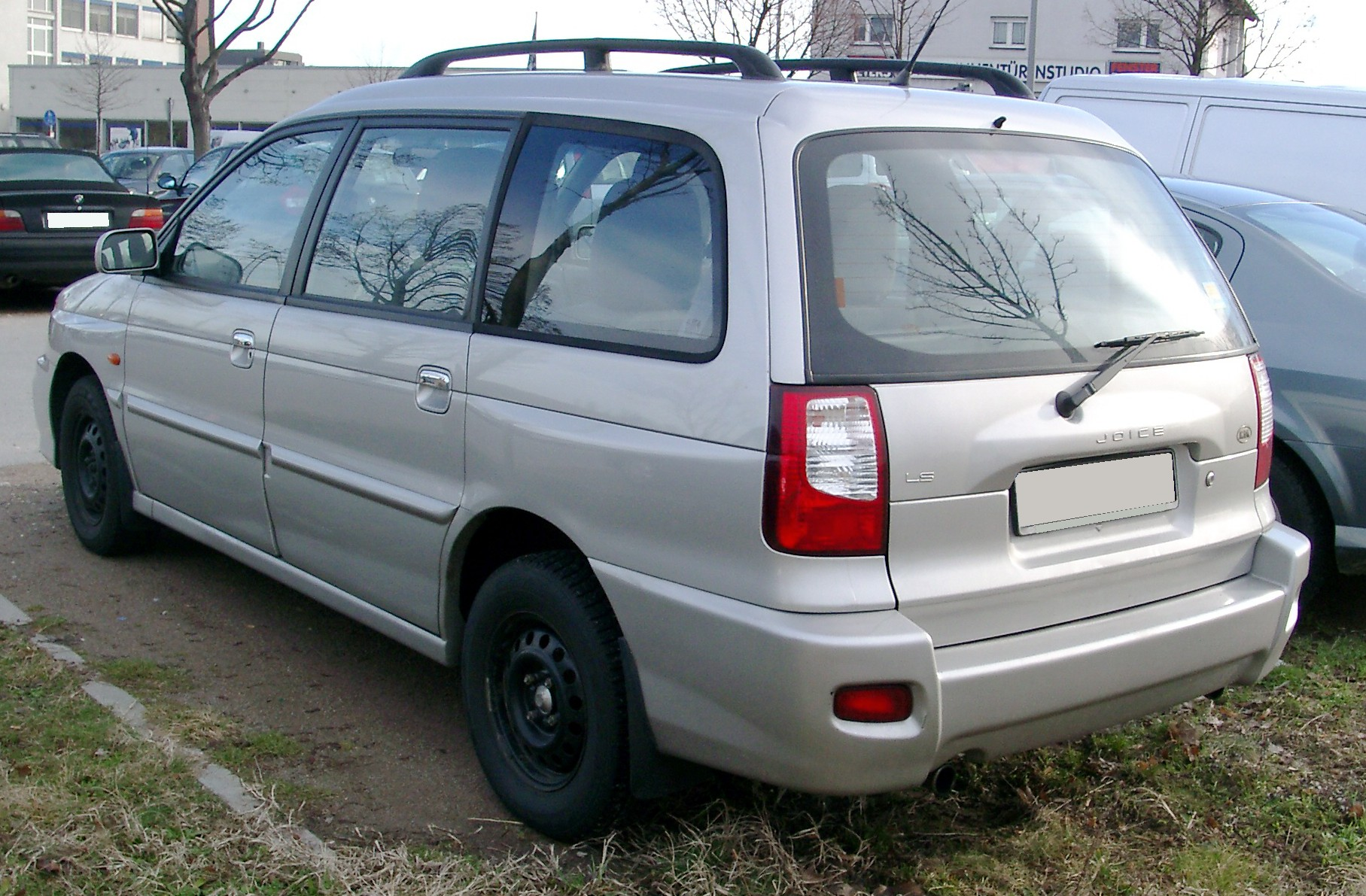
Kia Joice – tył

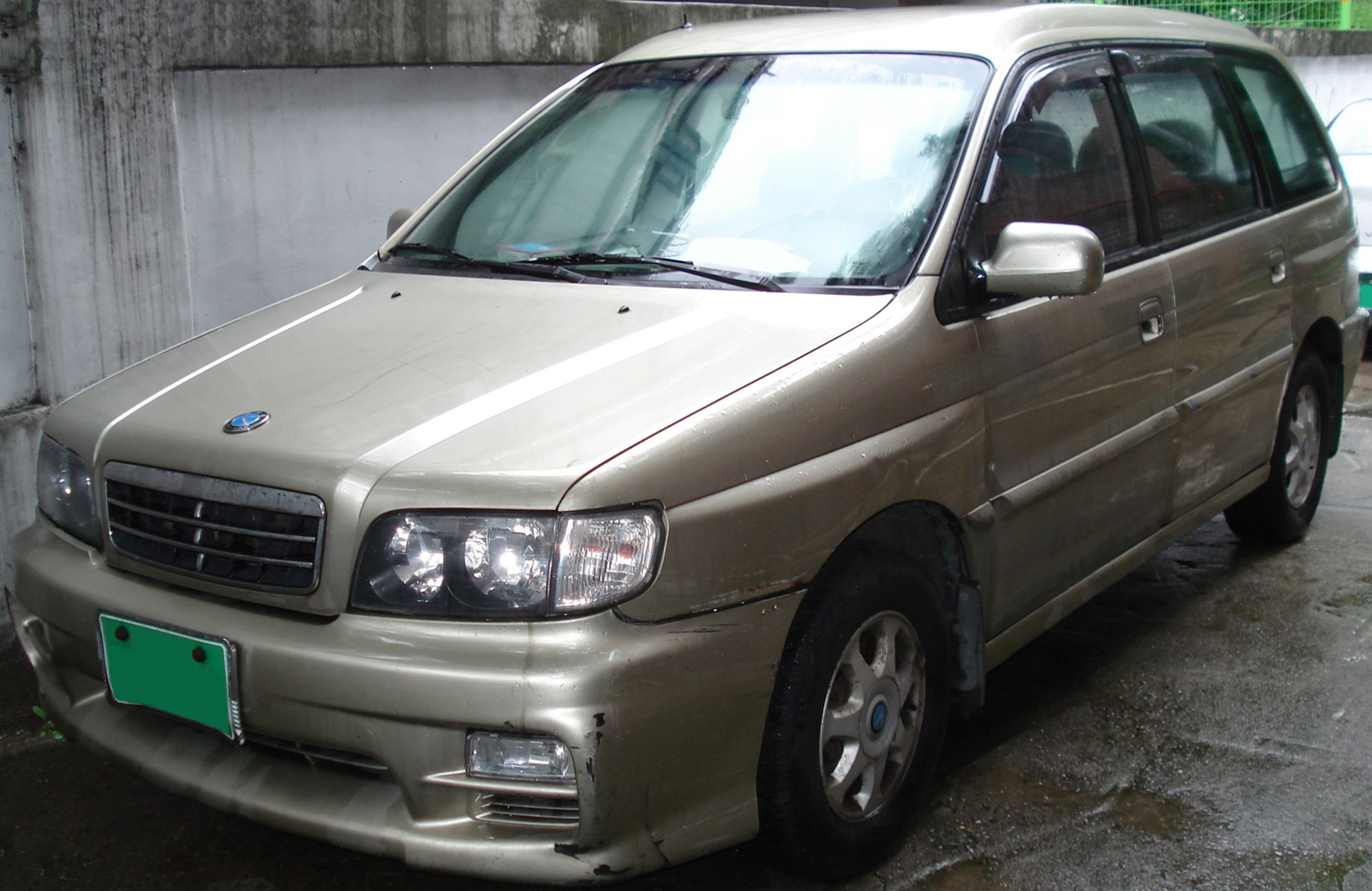
południowokoreańska Kia Carstar

Duży minivan Joice powstał jako jeden z pierwszych, oprócz modelu Visto, wyników współpracy Kii z Hyuidaiem po tym, jak w 1999 doszło do fuzji obu przedsiębiorstw.
Kia Joice to bliźniacza konstrukcja wobec Hyundaia Santamo, a także Mitsubishi Space Wagon, dzieląc z tymi modelami m.in. kształt bocznych drzwi, płytę podłogową czy jednostki napędowe. Unikalny jest z kolei wygląd przedniej oraz tylnej części nadwozia, podobnie jak kokpitu w kabinie pasażerskiej.
W ówczesnej gamie Kii, model Joice uplasował się pomiędzy mniejszym, 5-osobowym Carens a większym, 7-osobowym Carnival. Samochód łączył cechy obu modeli, z jednej strony oferując bardziej kompaktowe od Carnivala wymiary i otwierane, zamiast odsuwanych, drzwi tylne. Podobnie do niego mógł jednak pomieścić do 7 pasażerów.

### Sprzedaż
Kia Joice oferowana była m.in. w Europie i na wybranych rynkach azjatyckich. W rodzimej Korei Południowej nosiła ona nazwę Kia Carstar. Samochód nie zdobył popularności i zniknął ze sprzedaży już po 3 latach rynkowej obecności. Po zakończeniu produkcji Joice, Kia uprościła ofertę swoich minivanów do modeli Kia Carens i Carnival.

### Silniki
- L4 2.0l 120 KM
- L4 2.0l 139 KM